# جاده ئی۵۹ اروپا

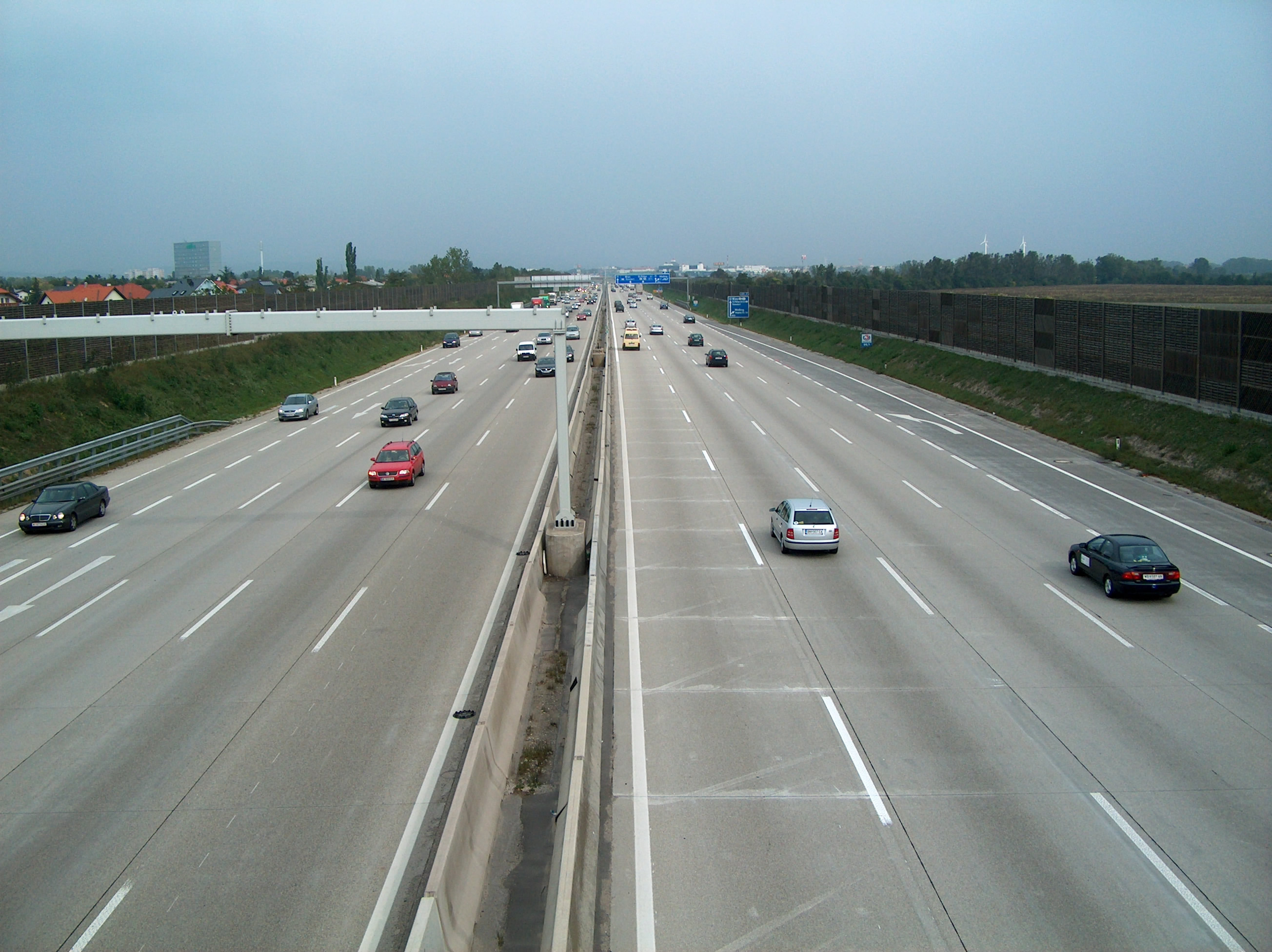
جاده ئی۵۹ اروپا در اتریش

جاده ئی۵۹ اروپا (به انگلیسی: European route E59) یکی از جاده‌های اصلی قاره اروپا است.
این جاده که از شهر پراگ (جمهوری چک) شروع شده، در شهر زاگرب (کرواسی)به پایان میرسد و مسافت آن ۶۸۰ کیلومتر است.